# Jelly Belly Cycling/2012
Deze pagina geeft een overzicht van de Jelly Belly Cycling wielerploeg in 2012.

## Renners
| Naam                  | Geboortedatum | Nationaliteit    | Ploeg 2011                    |
| --------------------- | ------------- | ---------------- | ----------------------------- |
| Menso de Jong         | 27-01-1989    | Verenigde Staten | Wonderful Pistacchios Cycling |
| Alex Hagman           | 16-12-1983    | Verenigde Staten |                               |
| Nic Hamilton          | 10-10-1986    | Canada           |                               |
| Sergio Hernandez      | 08-01-1985    | Verenigde Staten |                               |
| Charles Bradley Huff  | 05-02-1979    | Verenigde Staten |                               |
| Luis Lemús            | 21-04-1992    | Mexico           | neoprof                       |
| Sean Mazich           | 11-05-1986    | Verenigde Staten |                               |
| Emerson Oronte        | 29-01-1990    | Verenigde Staten |                               |
| Jeremy Powers         | 29-06-1983    | Verenigde Staten |                               |
| Scott Stewart         | 02-02-1987    | Verenigde Staten | Team Type 1                   |
| Ricardo van der Velde | 19-02-1987    | Nederland        | Donckers Koffie-Jelly Belly   |

2000 · 2001 · 2002 · 2003 · 2004 · 2005 · 2006 · 2007 · 2008 · 2009 · 2010 · 2011 · 2012